# Wind Up Workin’ in a Gas Station
Wind Up Workin’ in a Gas Station (deutsch: „Am Ende arbeitest du an einer Tankstelle“) ist ein Rocksong von Frank Zappa. Er wurde erstmals als Eröffnungslied seines 1976 erschienenem Albums Zoot Allures veröffentlicht.

## Inhalt
Das Lied kritisiert das US-amerikanische Bildungssystem, das häufig dazu führt, dass viele Menschen am Ende doch nur einen schlecht bezahlten Jobs annehmen, wofür hier beispielhaft die Arbeit an einer Tankstelle steht. (You oughta know now, all your education won't help you).

## Show me your thumb
Die Textzeile "Show me your thumb if you’re really dumb" (deutsch: „Zeige mir Deinen Daumen, wenn Du wirklich dumm bist“) bezieht sich auf einen damaligen Werbespot, an dem ein Tankwart den Daumen hebt, um für seine Tankstelle der Marke Gulf zu werben.

## Studio-Aufnahme
Frank Zappa veröffentlichte das Lied 1976 auf seinem Album Zoot Allures.

## Live-Aufnahme
Auf der anschließenden Tournee im Herbst 1976 entstand eine Live-Aufnahme mit dem Gesang von Zappa und der schwarzen Sängerin Lady Bianca. Diese wurde von Zappa erst sechzehn Jahre später 1992 auf You Can’t Do That on Stage Anymore, Vol. 6 veröffentlicht.
Das gesamte Konzert vom 29. Oktober 1976 aus dem Spectrum in Philadelphia kam erst 2009 als Doppel-CD Philly ’76 heraus. Lady Bianca, die bei Wind Up Workin’ in a Gas Station Zappas Gesang nur ergänzte, ist darin mit ihrer ausdrucksstarken Stimme oft führend, am deutlichsten in You Didn’t Try To Call Me.

## Vorversion 1975
Brerits ein Jahr früher, am 22. November 1975, wurde Ljubljana eine instrumentale Vorversion aufgenommen, bei der am Anfang das Hauptthema erscheint Diese wurde erst im Oktober 2022 auf dem Album Zappa '75: Zagreb/Ljubljana unter dem Titel Wind Up Workin’ in a Gas Station veröffentlicht und setzt sich völlig anders fort. Es gibt keinen Hinweis darauf, dass es das Lied bereits 1975 gab.